# Штарнберг
Штарнберг (нім. Starnberg) — місто в Німеччині, розташоване в землі Баварія, на березі Штарнберзького озера. Підпорядковується адміністративному округу Верхня Баварія. Адміністративний центр району Штарнберг.
Площа — 61,77 км2. Населення становить 23 511 особа (станом на 31 грудня 2020 року).
Згідно з інформацією журналу «Шпігель», у Штарнберзі та його околицях живе більше багатіїв, ніж у будь-якому іншому місті Німеччини.

## Історія
Місто вперше згадується в 1226 році під назвою Aheim am Würmsee.

## Транспорт
Штарнберг розташований на Мюнхенській залізничній лінії S-Bahn S6, якою часто ходять потяги сполученням з Мюнхеном, подорож триває 32 хвилини до головного вокзалу столиці Баварії.

## Відомі люди
У цьому місті (тоді ще майже селі, кількість населення становила близько трьох тисяч осіб) тривалий час жив письменник Густав Майрінк — у Штарнберзі він написав свої романи «Білий домініканець» та «Ангел західного вікна». Майрінк помер у Штарнберзі, його білий могильний камінь з єдиним написом «VIVO» знаходиться саме там.

## Галерея

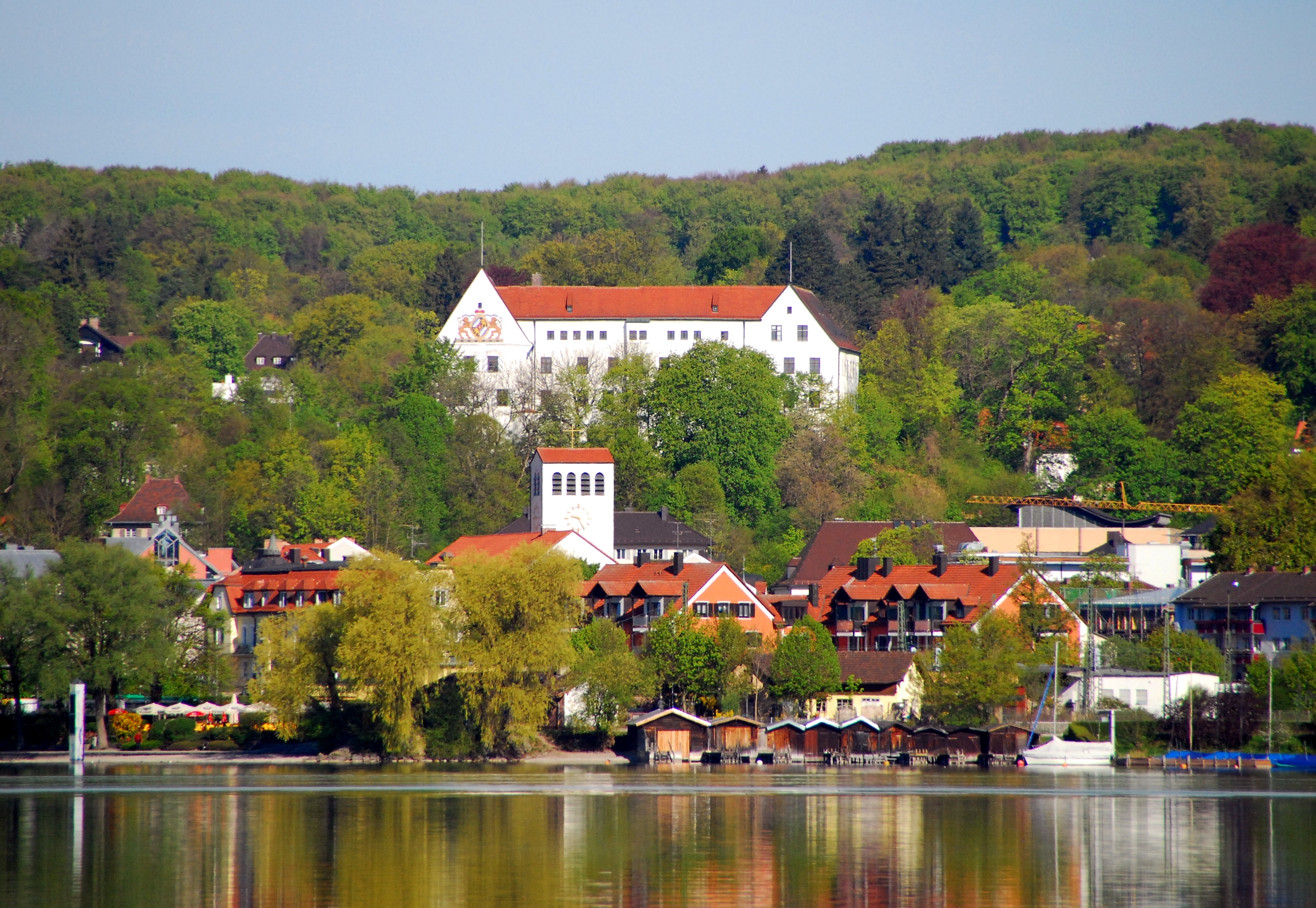
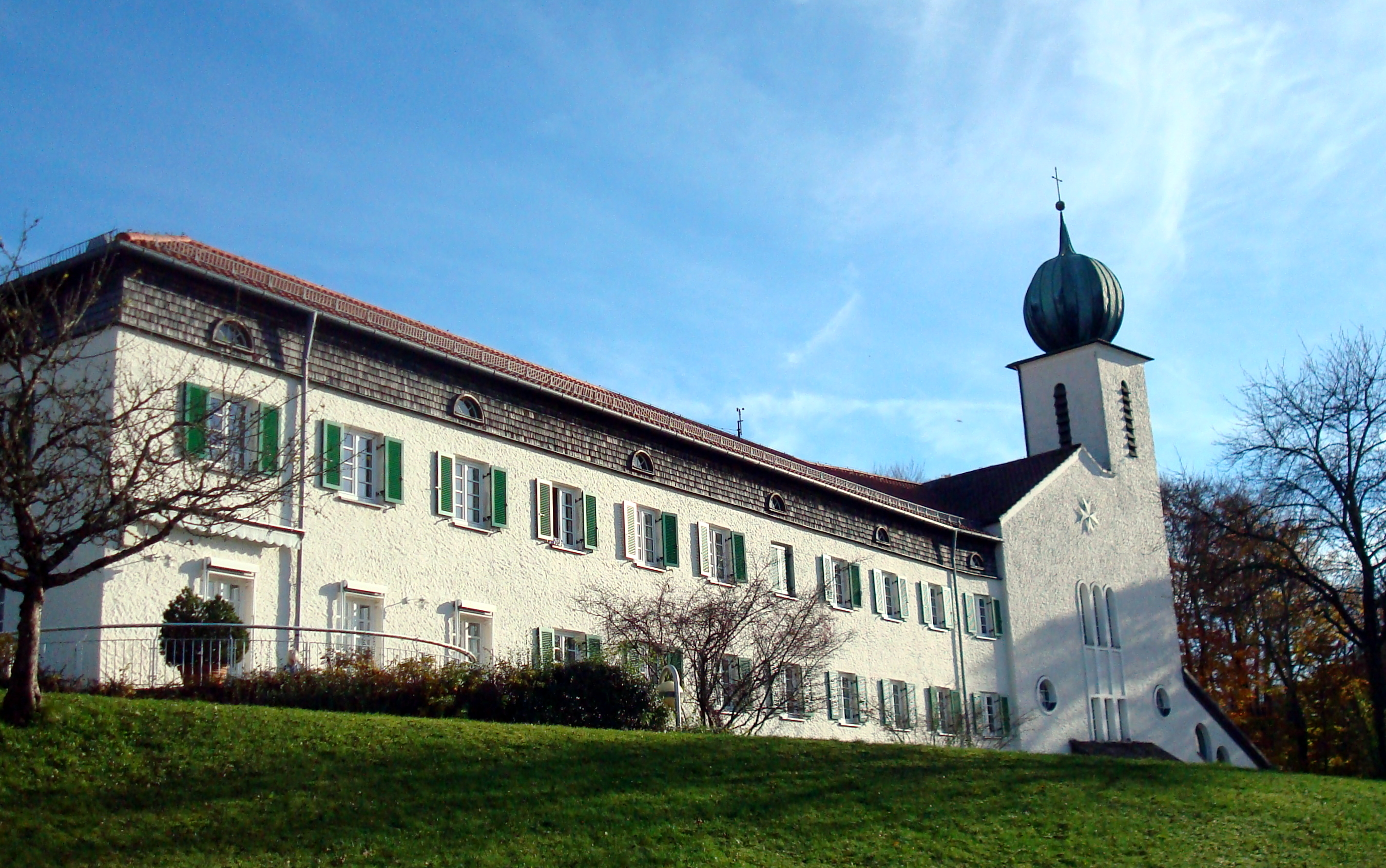
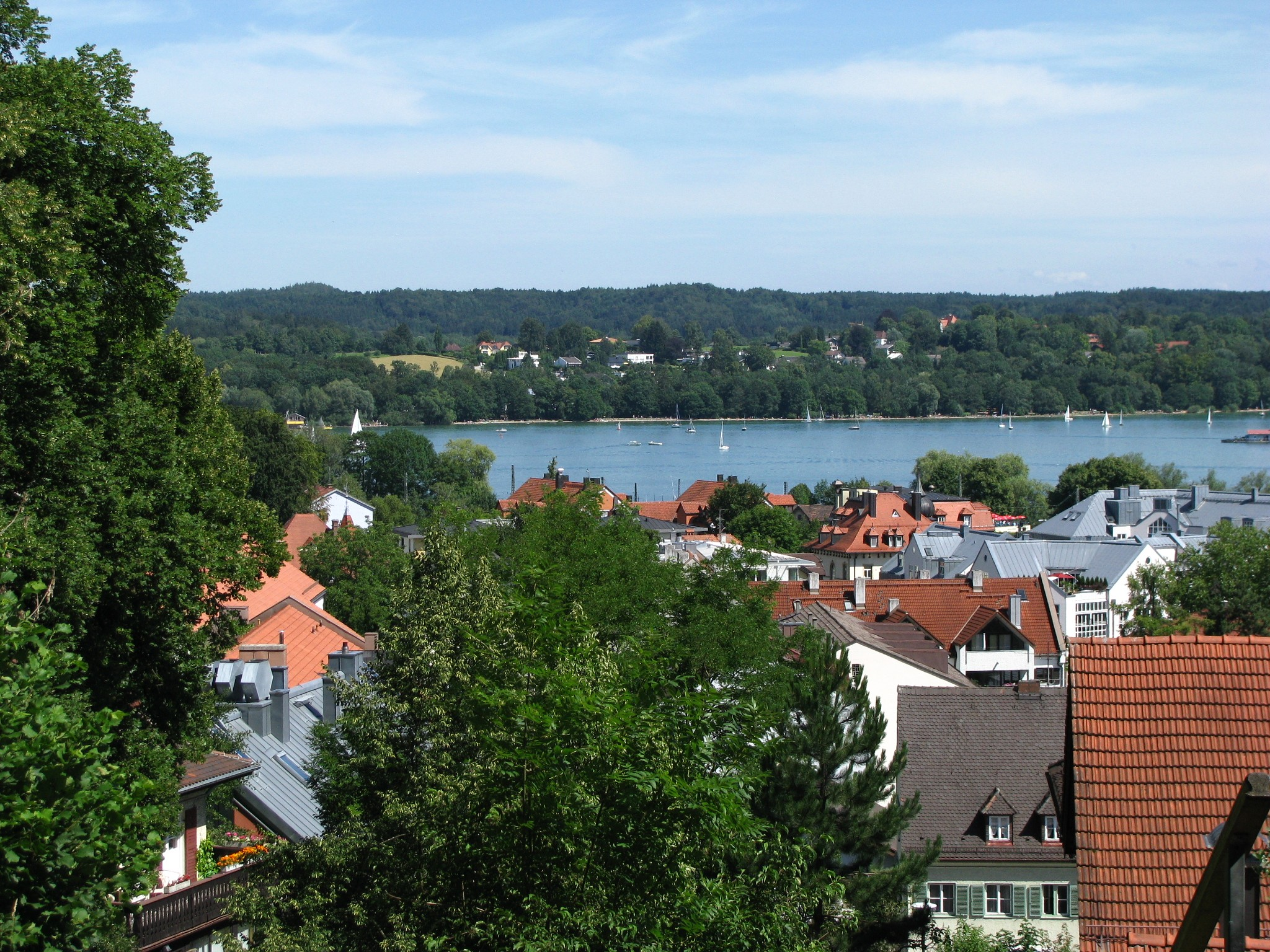
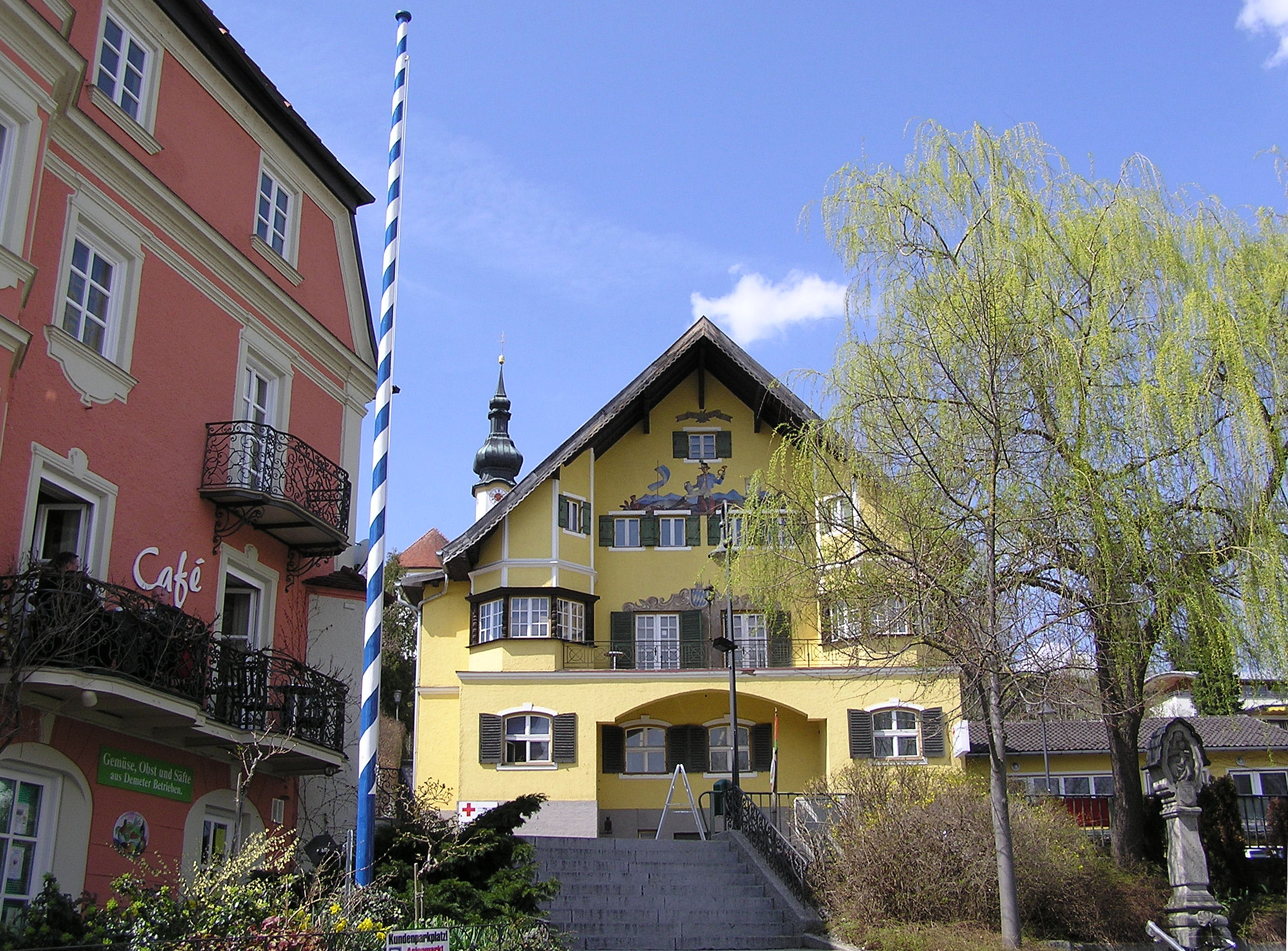
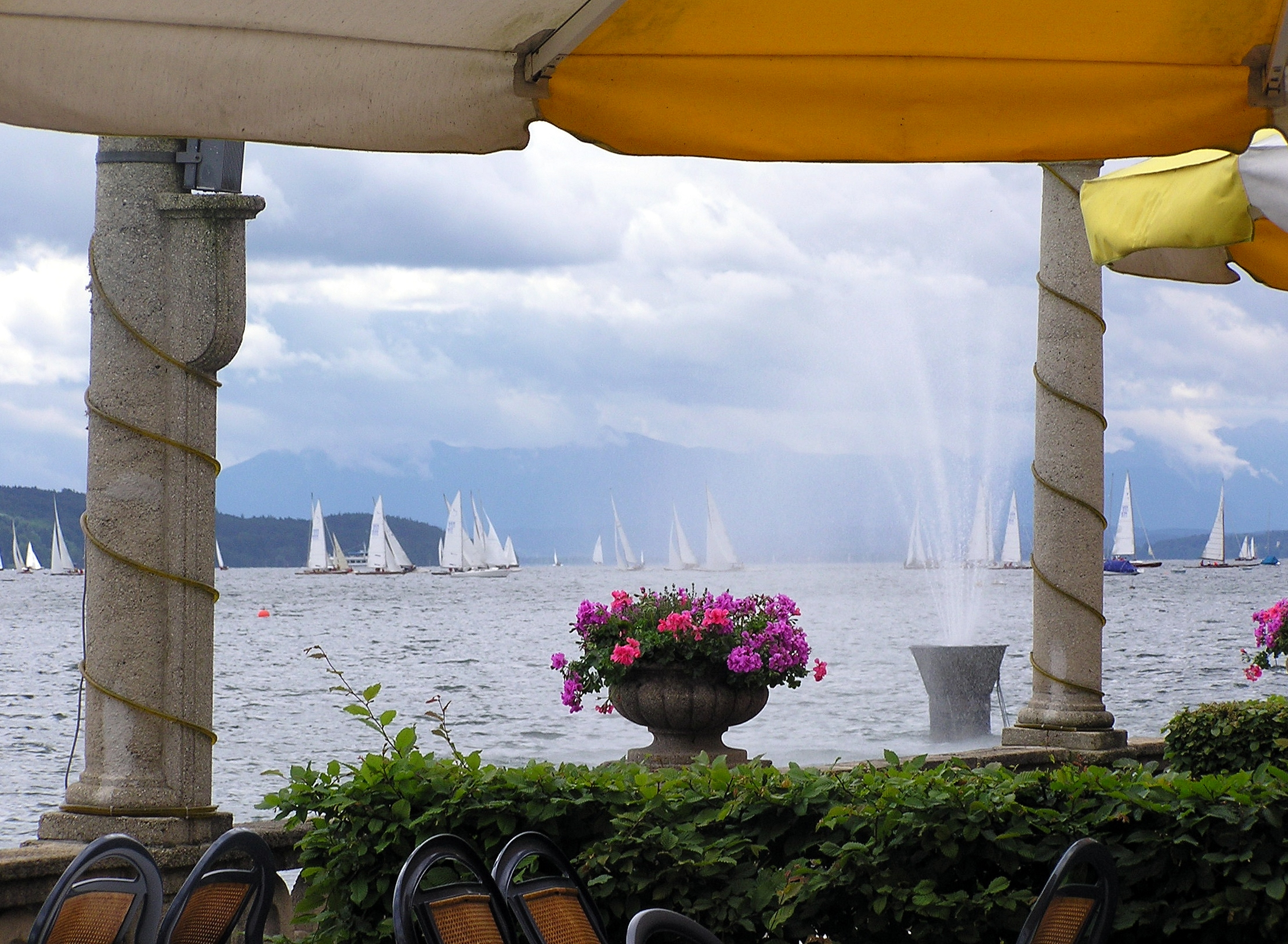
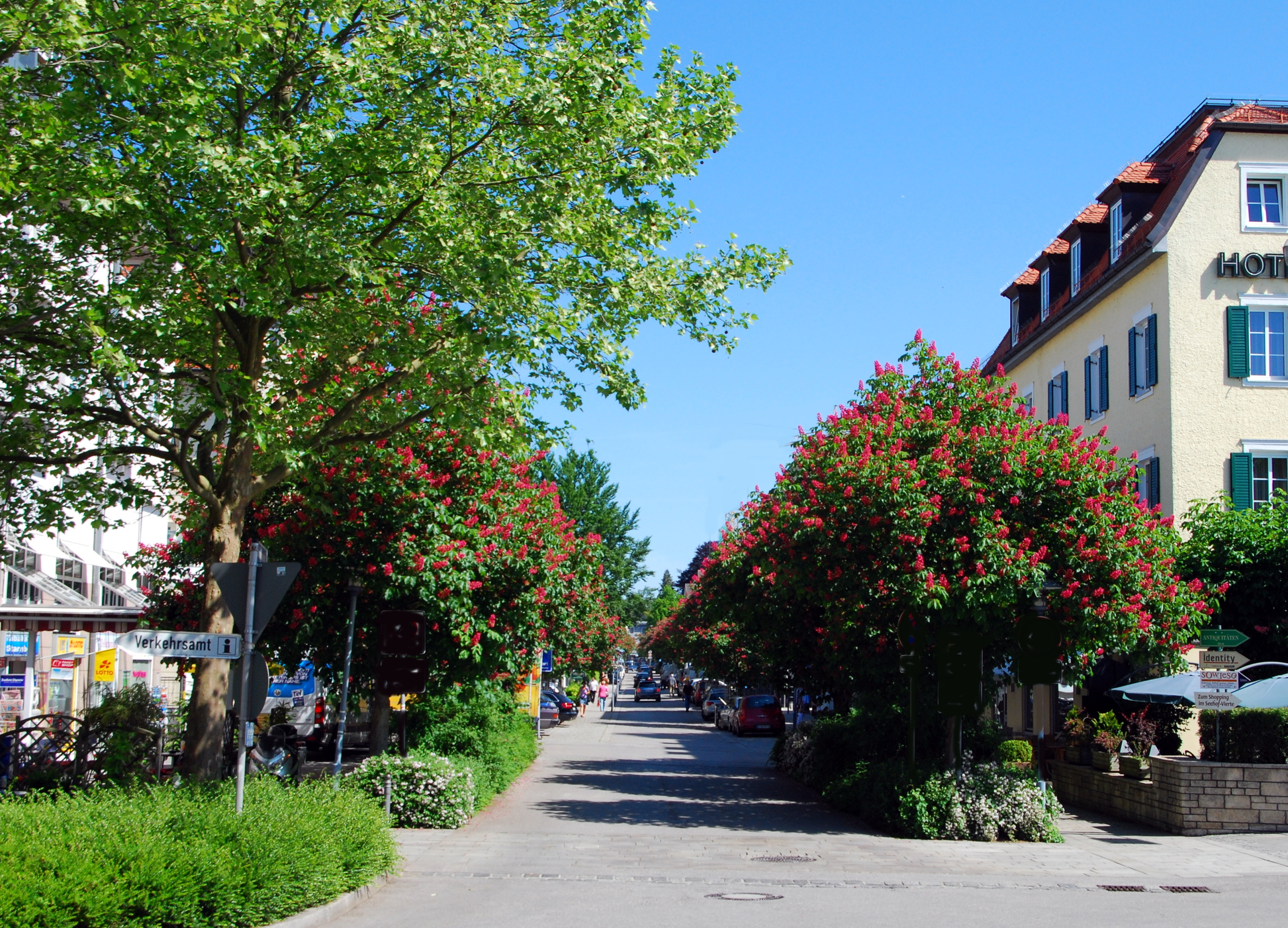

## Головні пам'ятки
- Штарнберзький замок із садом
- Церква Св. Йосипа

## Міста-побратими
```
Штарнберг має 1 місто-побратим:
```

- Новий Тайбей, Китайська Республіка